# Гайновский район
Га́йновский район (бел. Гайнаўскі раён) — административно-территориальная единица в Белорусской ССР в 1940—1945 годах, входившая в Брестскую область.
Гайновский район с центром в городе Гайновка (Хайнувка) был образован в Брестской области 15 января 1940 года. 16 августа 1945 года район был упразднён, а его территория передана Польше почти полностью, кроме Беловского сельсовета, который был присоединён к Каменецкому району Брестской области.